# Ingelin Noresjø
Ingelin Noresjø (nascida a 21 de março de 1976) é uma política norueguesa do Partido Democrata Cristão.

## Carreira política
Em 2011 ingressou na política, sendo eleita membro do conselho municipal de Fauske e do conselho do condado de Nordland. Ela progrediu para o governo do condado de Nordland, onde serviu como comissária do condado de Cultura, Meio Ambiente e Saúde Pública de 2015 a 2020. Ela foi então Secretária de Estado no Ministério dos Transportes de 2020 a 2021, servindo no Governo de Solberg.
No seu partido, Noresjø trabalhou como secretária do condado de 2005 a 2011 e serviu como segunda vice-líder do partido nacional a partir de 2019. Ela renunciou em fevereiro de 2022 para se tornar líder do projecto de um programa de transporte terrestre verde.